# Médaille canadienne du volontaire
La Médaille canadienne du volontaire est une médaille décernée aux militaires canadiens qui ont volontairement servi au sein du Service actif du 3 septembre 1939 au 1er mars 1947. Elle a été établie le 22 octobre 1943.

## Critères
Les membres de la Marine, de l'Armée ou des Forces aériennes canadiennes sont éligibles pour recevoir cette médaille s'ils ont volontairement servi au sein des forces actives et complété honorablement un total de 18 mois de service entre le 3 septembre 1939 et le 1er mars 1947.
Le 14 mars 2001, le gouverneur général a élargi l'égibilité à cette médaille aux personnes qui ont servi, mais pas au sein des foces militaires. Celles-ci incluent les membres de la Marine marchande, le personnel des services auxiliaires qui étaient engagés et rémunérés par la Légion royale canadienne, les Chevaliers de Colomb, l'Armée du salut et le YMCA, le Corps de pompiers (civils) canadiens qui ont servi au Royaume-Uni et aidé à combattre les incendies lors du Blitz, les travailleurs sociaux outre-mer et le Voluntary Aid Detachment, les pilotes et les membres d'équipage du Ferry Command sous contrat pour livrer des aéronefs à partir de l'Amérique du Nord ainsi que les instructeurs du plan d'entraînement aérien du Commonwealth britannique.
Le 6 juin 2003, l'élégibilité a été élargie pour inclure les membres et les constables de réserve de la Gendarmerie royale du Canada qui ont volontairement servi lors de la Seconde Guerre mondiale.
La Médaille canadienne du volontaire était décernée en plus des médailles de campagne standard du Commonwealth britannique pour la Seconde Guerre mondiale.

## Description

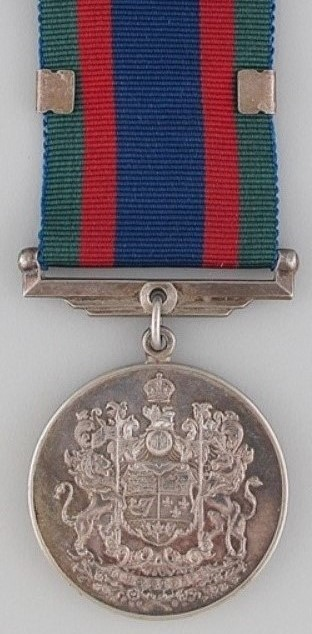
Le revers de la médaille

La médaille est circulaire et faite d'argent avec un diamètre de 36 mm. L'envers comprend sept figures marchant qui représentent les hommes et les femmes de l'armée, des forces aériennes, de la marine et du service infirmier. Sur le pourtour, il y a l'inscription « 1939 CANADA 1945 VOLUNTARY SERVICE VOLONTAIRE ». Les sept figures marchant sont basées sur de vraies personnes à partir de photographies de la Défense nationale. Le revers comprend les armoiries du Canada.
La médaille est suspendue sur un ruban d'une largeur de 32 mm avec un centre bleu royal de 13 mm avec, de chaque côté, deux bandes de même largeur écarlartes et vert foncé. Les rubans ont été décernés durant la guerre et la médaille seulement après.
La médaille a été conçue par l'artiste Charles Comfort.

## Barrettes

### Barrette d'outre-mer

Le ruban de la médaille avec la barrette d'outre-mer.

Une barrette d'argent avec une feuille d'érable en son centre est décernée pour 60 jours de service à l'extérieur du Canada, Terre-Neuve étant considérée comme étant à l'extérieur du Canada. Sur le ruban, une feuille d'érable est portée. Cette barrette a été institutée en octobre 1943 en même temps que la médaille.

### Barrette de Dieppe
La barrette de Dieppe, instituée en avril 1994, est décernée à ceux qui ont participé au raid de Dieppe le 19 août 1942. La barrette porte le mot « DIEPPE » en relief sur un fond de galets sous l'emblème des opérations combinées, une ancre surmontée par un aigle et un pistolet-mitrailleur Thompson.

### Barrette de Hong Kong
La barrette de Hong Kong, instituée en avril 1994, est décernée à ceux impliqués dans la bataille de Hong Kong durant la période du 8 au 25 décembre 1941.

### Barrette du Bomber Command
La barrette du Bomber Command est décernée à ceux qui ont servi au minimum un jour avec le Bomber Command durant la Seconde Guerre mondiale. Elle a été annoncée par le ministre des Anciens combattants Steven Blaney et le ministre de la Défense nationale Peter MacKay le 25 juin 2012. Le 15 avril 2013, son design a été dévoilé. La barrette est argentée et représente un bombardier de l'époque de la Seconde Guerre mondiale en son centre surimposé sur un fond de galets. Les premières barrettes ont été décernées le 26 août 2013 par le ministre des Anciens combattants Julian Fantino lors d'une cérémonie tenue au Collège des Forces canadiennes (en) à Toronto.

## Annexe